# Enedina Arellano Félix
Enedina Arellano Félix de Toledo (12 abril de 1961), é uma megatraficante de drogas mexicana que, junto com os irmãos, fundou o cartel de Tijuana. Enedina começou por desempenhar funções como contabilista na organização criminosa.
Durante a maior parte da década de 1990, o Cartel de Tijuana foi liderado pelos seus seis irmãos, enquanto Enedina os aconselhou e ajudou na lavagem de dinheiro e na administração financeira. Após a queda do génio financeiro do cartel no ano 2000, Enedina assumiu o cargo. Ela começou a trabalhar nos bastidores como lavadora de dinheiro para o Cartel de Tijuana, mas acabou liderando o cartel após a prisão de seu irmão Eduardo Arellano Félix em 2008. Como a maioria dos seus irmãos foram presos ou faleceram, Enedina administrou o aspecto financeiro da organização, supervisionou alianças e assumiu a liderança do Cartel de Tijuana ao lado de Luis Fernando, antes da sua captura em 2014. Os seus contactos históricos com fornecedores de drogas na Colómbia conseguiram manter a organização à tona.
É líder do Cartel de Tijuana juntamente com Manuel Aguirre Galindo (El Caballo). Assumiu esta posição logo após a morte ou captura dos seus irmãos. Enedina possui uma licenciatura em contabilidade.

## Início de Vida
Enedina Arellano Félix nasceu em Mazatlán, Sinaloa, em 12 de abril de 1961, numa família de traficantes de drogas. Em 1977, quando tinha dezesseis anos, Enedina supostamente tinha o sonho de se tornar a Rainha do Carnaval de Mazatlán, mas abandonou-o porque os seus dois irmãos, Ramón e Benjamín, eram procurados pelos Estados Unidos e pelo Governo Mexicano. Durante esse tempo, os seus irmãos mais velhos trabalhavam para Miguel Ángel Félix Gallardo, outro narcotraficante, que acabaria por lhes dar o corredor de drogas em Tijuana, Baixa Califórnia.

## Carreira Criminosa
Enedina matriculou-se numa universidade privada em Guadalajara, Jalisco, graduando-se em contabilidade. Em meados da década de 1980, Enedina trabalhava com a empresa familiar, mas nunca foi considerada pelas autoridades como uma chefe no Cartel de Tijuana. No entanto, após a queda do antigo cérebro financeiro do cartel, Jesús Labra Avilés, El Chuy, no ano 2000, Enedina começou a gerir diretamente as atividades de lavagem de dinheiro da organização criminosa.

### Membros da família no Cartel de Tijuana
Enedina é irmã dos ex-líderes do cartel Benjamín, Carlos, Eduardo, Francisco Javier, Francisco Rafael e Ramón. Luis Fernando Sánchez Arellano, capturado em 2014, filho de Alicia, sua irmã, e o marido de Enedina, Luis Raúl Toledo Carrejo, foram acusados pelo Departamento do Tesouro dos Estados Unidos, no ano de 2005, por terem ligações com o Cartel de Tijuana. Alicia Arellano Félix, irmã de Enedina, é atualmente líder do Cartel de Tijuana.

### Funcionamento do cartel
Desde a prisão de Benjamín, em 2002, o governo mexicano conseguiu prejudicar gravemente o Cartel de Tijuana, mas não conseguiu destruí-lo. Enedina é líder da organização desde 2003. Após a prisão de Eduardo em 2008, Enedina finalmente se tornou a líder do clã Tijuana junto com o seu sobrinho. Enedina contirbuiu com uma "visão mais empresarial" em vez das antigas e violentas práticas dos seus irmãos, que anteriormente lideraram o Cartel de Tijuana antes de serem presos ou mortos. Ela forjou alianças com outras organizações criminosas, em oposição aos seus irmãos, que muitas vezes recorriam à violência. A Drug Enforcement Administration (DEA) e a mídia mexicana identificam Enedina como a primeira e uma das poucas mulheres a liderar uma organização criminosa no mundo, além de Sandra Avila Beltran no México, atividades historicamente reservadas aos homens. Enedina tem vários pseudónimos, incluindo: La Jefa, La Madrina e La Narcomami. As autoridades dos Estados Unidos e do México consideram Enedina o "cérebro financeiro" do Cartel de Tijuana.

### Justiça
Em junho de 2000, o Departamento do Tesouro dos Estados Unidos sancionou Enedina sob a Lei de Designação de Chefão de Narcóticos Estrangeiros.

## Televisão
Enedina Arellano Félix é retratada em Narcos: México, por Mayra Hermosillo.